# Palma Nova
Pour les articles homonymes, voir Palmanova.
Palma Nova, ou Palmanova, est une ville de la municipalité de Calvià, dans l'île de Majorque, aux Baléares.
Elle est voisine de la station balnéaire de Magaluf.
Un attentat y eut lieu en 2009.
Guillermo Mordillo y est mort en 2019.